# 6439 Tirol
A 6439 Tirol (ideiglenes jelöléssel 1988 CV) a Naprendszer kisbolygóövében található aszteroida. Freimut Börngen fedezte fel 1988. február 13-án.